# تشم غردل (باتاوة)
تشم غردل (بالفارسية: چم گردل) هي قرية تقع في إيران في قسم باتاوة الريفي.